# Georg von Stengel (Ministerialbeamter)
Freiherr Georg von Stengel (* 1. Oktober 1775 in Mannheim; † 24. April 1824 in München) war ein deutscher Beamter.

## Leben

### Familie
Georg von Stengel war der Sohn des späteren pfälzisch-bayerischen Staatsrates Stephan von Stengel, der ein natürlicher Sohn des Kurfürsten Karl Theodor gewesen sein soll, und dessen erster Ehefrau Marianne (* 13. Juni 1753 in Mannheim; † 19. April 1802 in München), älteste Tochter des Hofkammer-Vizedirektors Franz Blesen († 1788). Sein Großvater war der Kanzleidirektor Georg von Stengel. Georg war das älteste von zwölf Kindern, davon fünf Brüder. Von seinen Geschwistern sind namentlich bekannt:
- Carl Albert Leopold von Stengel (1784–1865), Regierungspräsident von Schwaben, verheiratet mit Julie Magdalena Catharina Franziska, geb. von Meyer;
- Rosina von Stengel (1786–1862), verheiratet mit dem Ansbacher Appellationsgerichtspräsidenten Ludwig von Leonrod (1774–1859) und Mutter des Eichstätter Bischofs Franz Leopold von Leonrod (1827–1905).

1778/79 folgte sein Vater dem Kurfürsten Karl Theodor nach München, als dieser seine Residenz dorthin verlegte, die Familie folgte allerdings erst Anfang der 1780er Jahre nach.
Am 7. Mai 1805 heiratete Georg Stengel die jüngste Schwester seines Vaters, Catharina von Stengel (* 28. Mai 1778 in Seckenheim; † 3. April 1861 in München), nachdem das Oberhaupt der Kirche in Rom den aufgrund der nahen Verwandtschaft erforderlichen Dispens erteilt hatte. Gemeinsam hatten sie fünf Kinder; von diesen sind namentlich bekannt:
- Franziska Amalie Leopoldine Freiin von Stengel (* 27. März 1806; † 13. August 1881 in München), verheiratet mit dem Botaniker Carl Friedrich Philipp von Martius.[1]
- Georg von Stengel (1814–1882), bayerischer Baubeamter und Architekt.[2]

Die jüngste Tochter war taubstumm.

### Ausbildung und Studium
In München wurde Georg von Stengel unter der Leitung des Geistlichen und späteren Universitätsbibliothekar und Stadtpfarrer von Ingolstadt, Joseph Oeggl (1754–1806) erzogen und ausgebildet.
1787 übernahm der Priester und spätere Hofkaplan in der Herzog-Max-Burg, Simon Schmid (1760–1840), die weitere Ausbildung der beiden ältesten Söhne von Stephan von Stengel. Bei diesem erlernte Georg von Stengel Naturgeschichte und Mathematik sowie eine erste Anleitung in der Botanik durch das Einsammeln und systematische Zuordnen der Pflanzen. Er begleitete seinen Lehrer auch bei dessen Spaziergängen auf den Friedhöfen, in denen dieser die auf Stein geätzten Grabinschriften betrachtete und so die erste Idee zum Steindruck entwickelte; später hieß der Erfinder Alois Senefelder, der allerdings erst Jahre später ein ähnliches Verfahren entwickelte. Simon Schmid besaß auch ein Talent zur Landschaftszeichnung und mit seiner Hilfe übte sich Georg von Stengel auch im Zeichnen, hierzu trugen auch die Besuche der Maler Carl Ernst Christoph Hess und Ferdinand sowie Franz Kobell in seinem Elternhaus bei.
Gemeinsam mit zwei seiner Brüder, drei Söhnen des Freiherrn von Aretin, den Brüdern von Johann Georg von Dillis, von Mieg und dem späteren Staatsrat Franz Sales Schilcher (1766–1843) bildete sich im Haus eine kleine Kunstakademie, in welcher gezeichnet, aber auch ältere und neuere Kupferstiche, radierte Blätter und Originalzeichnungen betrachtet und besprochen wurden. Seine Versuche, in der Musik auf den von ihm gewählten Instrumenten, dem Fortepiano und der Flöte, gab er bereits nach kurzer Zeit wieder auf. In seinem späteren Leben betätigte er sich als Kunstmäzen.
Zu dieser Zeit brannte das Landhaus seines Vaters, Schloss Biederstein, das dieser 1784 vom Kurfürsten Karl Theodor als Ritterlehen erhalten hatte, zweimal nieder, so dass Georg von Stengel sehen konnte, wie sein Vater mit diesen Schicksalsschlägen umging.
Im philosophischen Bereich wurde er durch Andreas Dominikus Zaupser und in der Mathematik, Mineralogie und Geognosie durch Mathias von Flurl ausgebildet; besonders die beiden letzteren Fächer weckten sein ausgesprochenes Interesse. Dazu kam, dass er den Geologen Johann Sebastian von Clais kennenlernte und diesen auf einer halurgischen Reise begleiten durfte, die in die Schweiz zu den Salzwerken von Saint Maurice in Savoyen führte; dort konnte er einige Zeit im Haus des Geologen wohnen.
Im Spätherbst 1791 begann er sein Studium an der Universität Heidelberg und hörte Vorlesungen in den Rechtswissenschaften und den Staatswirtschaftlichen Fächern. Seine physikalisch-technischen Studien erhielt er bei Georg Adolf Suckow, mit dem er auch privat verbunden war.
Seine Studienzeit wurde besonders durch drei Männer geprägt, Regierungsrat Friedrich von Zentner, Lehrer für Staatsrecht, Hofkammerrat Heinrich Rigal, ein langjähriger Freund seines Vaters, und der Philosoph Jacob Schmitt. Gemeinsam mit Mitstudenten bildeten sie einen Verein, in dem sie, unter Aufsicht der vorherigen drei Männer, gemeinsam übten und in der Ausbildung in Wissenschaft und Kunst wetteiferten. Auf Anraten der Männer, ... nur ein verständiger Landwirt kann ein nützlicher Staatswirt werden ..., ging er im Herbst 1793 zum Bühlhof in der Nähe von Calw. Dort betrieb Hofkammerrat Heinrich Mögling ein großes Landgut und mehrere landwirtschaftliche Fabriken und wendete die technische Mechanik zur Verbesserung der Ökonomie an; hier blieb er mehrere Wochen und kehrte mit mehreren Zeichnungen und Denkschriften zurück. Er nutzte auch die Ferien 1794, um diese bei Pfarrer Johann Friedrich Mayer in Kupferzell zu verbringen, der sich durch seine Schriften zur praktischen Landwirtschaft einen Namen gemacht hatte. Hier entwickelte er auch die Ideen, die später zur Gründung eines landwirtschaftlichen Vereins und zur landwirtschaftlichen Schule in Schleißheim führten.
Während des Aufenthaltes an der Universität besuchte er auch des Öfteren seine in der Nähe wohnenden Großeltern in Mannheim, dort wohnte auch seine spätere Ehefrau, die jüngste Schwester seines Vaters. Die Familie verbrachte den Herbst öfter im Landhaus des Großvaters in Laudenbach, dessen naheliegendes Gebirge Georg von Stengel später beschrieben hat. Dort erfand er für den Großvater, der inzwischen aufgrund von Altersschwäche gelähmt war, einen Stuhl, der durch einen leichten Mechanismus vom Sitzenden im Freien wie auch im Zimmer in alle Richtungen bewegt werden konnte; diese Erfindung nutzte der Großvater noch jahrelang.
Im Herbst 1795 kehrte er nach München zurück und beschäftigte sich mit der Wiederholung seiner Universitätslektionen und dem Studium des bayerischen Zivil- und Judiciarcoder. Zur Vorbereitung auf das Absolutorium ging er im Sommersemester 1796 auf die Hohe Schule Ingolstadt, besuchte einzelne Vorlesungen und hörte private Vorlesungen über bayerische Gesetzbücher. Weil er sich in Ingolstadt unwohl fühlte und diesem Kerker schnell entkommen wollte, studierte er ganze Nächte durch, um so schnell wie möglich seinen Abschluss zu erhalten. Diesen bekam er am 10. Juli 1796; wenige Wochen später fiel die französische Rhein-Mosel-Armee unter dem Befehl von Obergeneral Jean-Victor Moreau in Bayern ein.

### Tätigkeiten im Staatsdienst

#### 1797 bis 1799
Er durchlief in der Zeit von 1797 bis 1793 die verschiedenen Vorbereitungsstufen des Staatsdienstes auf der kurfürstlichen Hofkammer und wurde im Spätherbst 1798 zum Salinenpraktikanten in Reichenhall ernannt, darauf folgte am 23. April 1799 seine Ernennung zum Rat der 4. Deputation im Salinen-, Berg- und Münzwesen in München. Kurz nach seinem Dienstantritt erbat er sich einen dreimonatigen Urlaub, um eine Reise in die Salinen vornehmen zu können, und den Salinen-Oberinspektor von Reichenhall bei dessen Waldreise mit verschiedenen Waldmeistern zu begleiten. Dieser Bitte wurde entsprochen, mit der Aufforderung mögliche Verbesserungsvorschläge vorzulegen.

#### 1800 bis 1808
1800 verweigerten die Holzmeister der Landgerichte Reichenhall, Traunstein und Marquartstein, Rekruten zu stellen. Nun erhielt er den Auftrag, als Kommissar die Rekrutierung sicherzustellen. Hierzu erhielt er ein Militärkommando zur Unterstützung. Das Militärkommando wurde jedoch wieder nach München abgezogen, weil sich das französische Heer München näherte. Es gelang ihm dennoch, mit den geforderten Rekruten zurückzukehren.
Am Tag als Obergeneral Jean-Victor Moreau in München einrückte, musste Georg von Stengel die Organisation der Einquartierungen übernehmen und beim weiteren Vorrücken des Heeres zum Schutz der Salinen als Kommissar folgen. Hierzu erhielt er zu seinem Schutz eine Sauvegarde.
1801 erhielt er den Auftrag, in das französische Hauptquartier nach Salzburg zu reisen, um dort eine Übereinkunft erzielen, die Bayern gegen die Einfuhr von ausländischen Salzen absicherte. Am 5. April des gleichen Jahres wurde er vom Bürgermeister Aloys Plank zum Kommissar für die Umlage der Kriegskosten in der Stadt München ernannt. Dies war allerdings mit großen Schwierigkeiten verbunden, weil das städtische Grundbuch unvollständig war.
Im Sommer 1802 erhielt er den Auftrag, alle inländischen Salinenwaldungen zu besichtigen und die Holzlieferkontrakte zu untersuchen. Im Winter 1802 wurde er zum Mitglied der damals in die mit der Auflösung der aufzuhebenden Stiftungen und Klöster beschäftigten Kommission gewählt.
Am 15. August 1803 erfolgte seine Ernennung zum Landesdirektionsrat der 1. Sektion der staatswirtschaftlichen Deputation. Kurz darauf wurde sein Vater als Vizedirektor der Landesdirektion nach Bamberg versetzt und die Familie folgte ihm. Allerdings blieben die beiden ältesten Söhne in München bzw. in Würzburg; in dieser Zeit führte ihm seine älteste Schwester Franziska das Hauswesen.
1804 reiste er nach Berchtesgaden, um die Salzwerke an das neue Kurfürstentum Salzburg zu übergeben.
Kurz nach seiner Hochzeit reiste er mit seiner Ehefrau 1805 nach Partenkirchen, um unter anderem in den Forstinspektionen Mosbach und Garmisch entbehrliche Waldungen des Staatswaldes zu veräußern; diese umfassten 292.093 Tagwerk. Als er Im Spätherbst 1805 die Nachricht vom Ausbruch des neuen Krieges erhielt, eilte er nach München zurück. Bei seiner Rückkehr war die Stadt bereits von Österreichern besetzt. Nach der Befreiung am 12. Oktober wurde er als Kommissar zum Empfang des einziehenden Marschall Karl XIV. Johann bestimmt, kurz darauf wurde er Regierungskommissar bei der Requisitionskommission der Stadt München.
Im Sommer 1806 entwickelte er den Vorschlag, in Rosenheim eine Saline zu errichten. Die Staatsverwaltung setzte den Vorschlag um, und bis zum 30. September 1806 konnten 11.641 Zentner Salz erzeugt werden.
1806 sollten erstmals Adel, Geistlichkeit, Bürger und Bauern gleichermaßen besteuert werden, um die Kriegslasten, die das Königreich Bayern übertragen worden waren, zu begleichen. Die Leitung dieser Aufgabe erhielt Georg von Stengel.
Anfang 1807 wurde er zum Oberstbergrat im Oberstbergamt ernannt, das zum Erwerb Tirols neu gegründet worden war, behielt aber auch seine Stelle als Landesdirektionsrat bei. Er wurde im darauffolgenden Jahr zum zweiten Rat bei der Steuer- und Domänensektion des Finanzministeriums; hierdurch wurde sein Wirkungskreis von den altbayerischen auf alle bayerischen Gebiete ausgedehnt.

#### 1809 bis 1824
1809 begründete er gemeinsam mit zwei Freunden einen Landwirtschaftlichen Verein in Bayern, der im März bereits 60 Mitglieder hatte; in seiner Aufnahme-Urkunde vom 2. November 1810 wurde er als Vereinsstifter genannt.
Gemeinsam mit seinem Kollegen von Panzer erarbeitete er das am 22. November 1811 veröffentlichte Steuermandat, in dem die Ungleichheiten der damaligen Steuerverfassung angepasst und ausgeglichen wurden.
Mit der Auflösung der Steuer- und Domänensektion 1817 erfolgte seine Ernennung zum Ministerialrat beim Finanzministerium; er erhielt nun die Referate des Unterdonau- und Rhein-Kreises, des Salinen-, Berg- und Münzwesens, des Straßen-, Brücken- und Wasserbaus sowie die Musterlandwirtschaften in Weihenstephan und Schleißheim mit der am 27. April 1822 gegründeten landwirtschaftlichen Lehranstalt, übertragen. In der Folgezeit kamen noch die königliche Porzellanmanufaktur, im März 1822 die neu errichtete polytechnische Sammlung und alle Gegenstände, die einen Kunst- und Gewerbe-Bezug haben, hinzu.
Seit 1819 vertrat er mehrfach die Regierung in der Ständeversammlung.
1820 begleitete er den Staatsminister der Finanzen, Freiherr Maximilian Emanuel von Lerchenfeld, auf einer Besichtigungsreise durch mehrere Kreise des Königreichs.
Auf seine Vorschläge hin wurden Durchstiche und Dammbauten am Rhein durchgeführt, die Mainkorrektion bei Grafenrheinfeld, bei dem der Main mit insgesamt fünf aufeinander folgenden Durchstichen begradigt wurde, die neue Straße von Passau nach Vilshofen, die die Reisezeit um drei Stunden verkürzte und eine neue steinerne Donaubrücke, die Maxbrücke bei Passau errichtet, der verfallene Kanal im Donaumoor wieder hergestellt, der Kanal von Frankenthal hergestellt, Verbesserungen im Hüttenwesen, bei der königlichen Porzellan-Manufaktur und an der Saline in Kissingen vorgenommen und die königlichen Schäfereien im Untermainkreis erweitert. Auf seine Empfehlung hin wurden junge Techniker zur Besichtigung von technischen Einrichtungen und zum Besuch von Bildungsschulen ins Ausland gesandt.
1824 erhielt er vom König Maximilian das Angebot, zum Staatsrat ernannt zu werden, lehnte dies jedoch aus gesundheitlichen Gründen ab.

## Ehrungen
- Georg von Stengel wurde zum Ritter des Zivil-Verdienstorden der bayerischen Krone ernannt.

## Mitgliedschaften
- Georg von Stengel war der Begründer des Landwirtschaftlichen Vereins in Bayern und war dort im Generalkomitee sowie in der Kassen- und Wochenblatt-Kommission vertreten; im Wochenblatt veröffentlichte er auch einige Aufsätze.
- Seit 1801 war er ordentliches Mitglied der Akademie der Wissenschaften in München.[9]
- Der Landwirtschaftliche Verein in Württemberg (heute: Landesbauernverband in Baden-Württemberg) ernannte ihn zum Ehrenmitglied.

## Schriften (Auswahl)
- Georg von Stengel, Georg Wilhelm Sigismund Beigel: Chemische Untersuchung einer Mutterlauge von Reichenhall vom Monat März 1802. In: Abhandlungen der Bayerischen Akademie der Wissenschaften – Mathematisch-naturwissenschaftliche Klasse. München 1806, S. 2–14 (zobodat.at [PDF]).